# يوسف والي
يوسف أمين والي موسي ميزار (2 أبريل 1930 - 5 سبتمبر 2020) أحد قيادات الحزب الوطني الديمقراطي المنحل ووزير سابق للزراعة واستصلاح الأراضي.
خريج كلية الزراعة، لم يتزوج، أصبح وزيرًا للزراعة في 1984، ورُشح نائبًا في مجلس الشعب المصري عن دائرة انتخابية في محافظة الفيوم. شغل منصب أمين عام الحزب قبل أن يعوضه صفوت الشريف، خرج من وزارة الزراعة بعد اتهامه باستخدام مبيدات زراعية محظورة دوليا وتؤدي للإصابة بمرض السرطان.
الدكتور يوسف والي الذي ظل أكثر من 20 عاما في المطبخ السياسي والحزبي ولم يكن قريبا فقط من صناع القرار، بل كان شريكا وصانعا في الكثير من القرارات مع القيادة السياسية، رغم أنه يرى أنه ورفاقه مجرد سكرتارية عند الرئيس السابق. رفض يوسف والي المثول أمام المحكمة التي تحاكم 21 مسئولا ومتعاملا مع وزارة الزراعة معظمهم من كبار مساعديه، وامتنعت النيابة عن تنفيذ أمر المحكمة باستدعائه وإلزامه بالحضور ولو بالقوة، وتعلل الوزير بانشغاله وهو ما دفع المحكمة للأخذ بجوهر القانون وإعطاءه فرصة أخرى، وذلك لكي يمثل أمام محكمة الجنايات ويجيب على أسئلة المحكمة بشأن الاتهامات التي وجهها له المتهم الأول بالقضية وكيل أول الوزارة ورئيس البنك الزراعي يوسف عبد الرحمن والمحبوس احتياطيا مع بقية المتهمين.

## تكريمات
- كرمه الرئيس جمال عبد الناصر بجائزة الدولة التقديرية عام 1968
- كرمه الرئيس أنور السادات بجائزة الدولة التقديرية عام 1977